# Stuck on You (Failure)
Stuck on You è un singolo promozionale del gruppo musicale statunitense Failure, pubblicato il 1° ottobre 1996 ed estratto dal terzo album in studio Fantastic Planet.
Nonostante non sia stato mai pubblicato commercialmente, si tratta del brano di maggior popolarità del gruppo, grazie alla fortunata copertura radiotelevisiva che gli è stata dedicata all'epoca della sua uscita.

## Descrizione
Musicalmente, il brano si apre con un caratteristico riff distorto di tastiera, definito da CMJ New Music Report come uno dei più memorabili della sua epoca e riprende a pieno lo stile che caratterizza l'album di provenienza.

Il testo, invece, in linea con il resto del disco, contiene riferimenti alle tematiche tipiche dello space rock e, secondo diversi recensori, tratta anche dell'abuso di droghe e di amore. Il frontman Ken Andrews, intervistato in merito a questo aspetto ha spiegato:
Nonostante non vi fu grande sforzo da parte della Warner Records nella promozione di Fantastic Planet, il brano è riuscito comunque ad entrare nelle classifiche di Billboard, ottenendo una posizione nelle chart Alternative e Mainstream Rock.

## Video musicale
Un video per il brano, diretto da Phil Harder e diffuso principalmente tramite MTV, è una citazione ai titoli di testa di film di James Bond come La spia che mi amava.
Il 29 aprile 2020, Andrews ha pubblicato un'intervista a Harder dove viene sviscerato tutto il processo realizzativo del clip, rimasterizzato in risoluzione 4K per l'occasione.

## Tracce
Testi e musiche di Ken Andrews e Greg Edwards.
CD promozionale
1. Stuck on You (Edit) – 3:53
2. Stuck on You (Album Version) – 4:29

## Formazione
Hanno partecipato alle registrazioni, secondo le note di copertina di Fantastic Planet:
Gruppo
- Ken Andrews – voce, chitarra, basso
- Greg Edwards – basso, chitarra, percussioni, pianoforte
- Kellii Scott – batteria

Produzione
- Failure – produzione
- Ken Andrews – registrazione, missaggio
- Tom Baker – mastering

## Classifiche
| Classifica (1996)             | Posizione massima |
| ----------------------------- | ----------------- |
| Stati Uniti (alternative)     | 23                |
| Stati Uniti (mainstream rock) | 31                |

## Cover
Nel 2006 il gruppo pop punk Paramore ha inserito una propria reinterpretazione di Stuck on You nel suo EP The Summer Tic EP, titolo tratto da una frase del brano stesso.